# الکوتیم (محله)
الکوتیم (محله) (به پرتغالی: Alcoutim (parish)) یک سکونتگاه مسکونی در پرتغال است که در شهر الکوتیم واقع است.

## خصوصیات
الکوتیم ۱٬۰۹۹ نفر جمعیت دارد.